# Jacques Kinkomba Kingambo
Jacques Kinkomba Kingambo   (Mabulu, 4 de gener de 1962) és un exfutbolista de la República Democràtica del Congo de les dècades de 1980 i 1990.
Fou internacional amb la selecció de futbol de la República Democràtica del Congo.
Pel que fa a clubs, destacà a la lliga belga a KSC Eendracht Aalst, Royal FC Sérésien, Sint-Truidense VV, RFC de Liège i RCS Verviétois.